# Lago di Agnano
Il lago di Agnano è un ex lago vulcanico, prosciugato nel XIX secolo, che si trovava nell'omonimo cratere di Agnano.

## Geografia
Il lago di Agnano si trovava sul fondo del cratere di Agnano, a circa 8 km ad ovest di Napoli. Aveva un perimetro di circa 6,5 km ed era di forma circolare, come buon numero di laghi vulcanici. Apparentemente non si è formato prima del Medioevo, dato che gli autori antichi non lo menzionano.
Su quelle che erano le sue rive meridionali si trovano le Stufe di San Germano, bagni di vapori sulfurei naturali, poi incorporate nel complesso termale di Agnano; poco lontano si trova la Grotta del Cane.

## Storia
Nell'undicesimo secolo la conca formata dal cratere si trasformò in un lago.
Dei canali a raggiera convogliavano le acque in una vasca centrale dalla quale si dipartiva un emissario che, passando sotto il monte Spina, sfociava in mare a Bagnoli. Questo sistema di canali era regolarmente pulito dai proprietari terrieri della zona, forzati a tale opera di manutenzione da Roberto d'Angiò nel 1312. Il lago di Agnano è stato prosciugato con una bonifica durata dal 1865 al 1870.
Numerose sono le incisioni e le guaches (principalmente dal XVI al XIX secolo) che lo ritraggono.

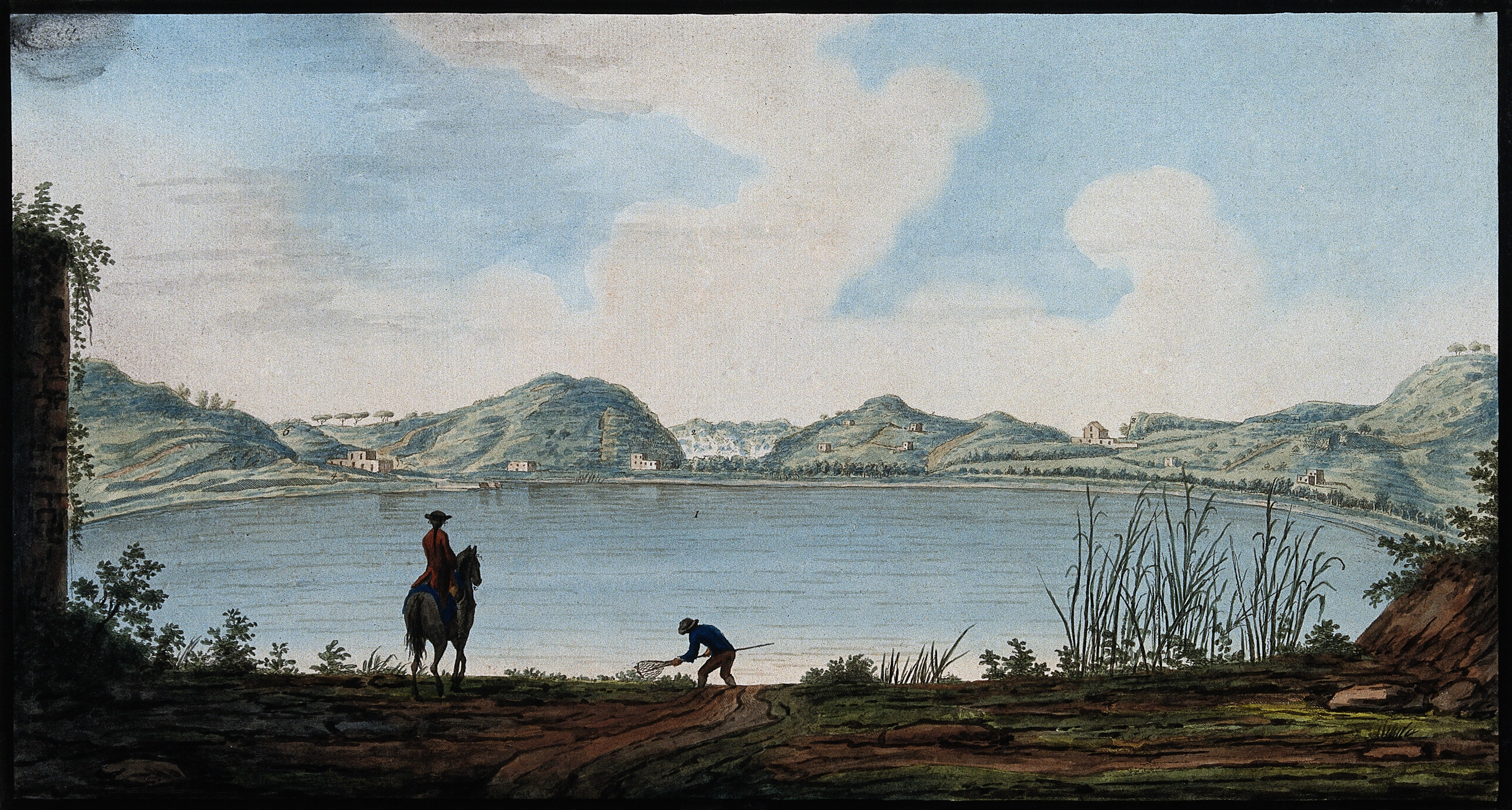
Lago di Agnano. Stampa colorata di Pietro Fabris (1776).